# الذي مات ربما لم يمت
الذي مات ربما لم يمت (بالإنجليزية: What Is Dead May Never Die)‏ هي الحلقة الثالثة من الموسم الثاني من المسلسل الفانتازي صراع العروش، والمُقتبس من سلسلة روايات أغنية الجليد والنار للمؤلف جورج ر. ر. مارتن، وهي الحلقة رقم 13 من المسلسل ككل. عُرضت الحلقة لأول مرة في 15 أبريل 2012، على شبكة إتش بي أو المُنتجة للمسلسل، وكانت من كتابة براين كوغمان، ومن إخراج أليك ساخاروف.

## ملخص الحلقة
تصل (كاتلين ستارك) إلى «كينغ رينلي» للتفاوض معهم ليكونوا حلفاء لابنها في حربهم ضد آل (لانستر). بالعودة إلى «وينترفيل»، فإن أحلام (بران) لا تتوقف، إذ أنه يحلم بغراب ذي ثلاث عيون، ويحلم أيضاً بأنه ذئب ويرى نفسه يصيد ويشعر بطعم الدماء في فمه. وفي الطريق إلى الجدار الشمالي، يُهاجم جنود الملك القافلة ليعثروا على الابن الغير الشرعي لـ (روبرت) وتُؤخذ (آريا) رهينة لديهم بعد معركة عنيفة. أما في «دراغون ستون»، يخون (ثيون) آل (ستارك) وينضم لوالده، ويبدأون بوضع خُطة للهجوم على «وينترفيل».

## الإنتاج
سيناريو الحلقة كان من كتابة براين كوغمان، وأُختير أليك ساخاروف لإخراجها. كان ب. ج. ديلون مديرًا لتصوير الحلقة، وكيتي وايلاند محررةً لها، أما موسيقى الحلقة التصويرية فكانت من تلحين رامين جوادي.

## نسب المشاهدة
| الموسم | الموسم | رقم الحلقة | رقم الحلقة | رقم الحلقة | رقم الحلقة | رقم الحلقة | رقم الحلقة | رقم الحلقة | رقم الحلقة | رقم الحلقة | رقم الحلقة | المتوسط |
| الموسم | الموسم | 1          | 2          | 3          | 4          | 5          | 6          | 7          | 8          | 9          | 10         | المتوسط |
| ------ | ------ | ---------- | ---------- | ---------- | ---------- | ---------- | ---------- | ---------- | ---------- | ---------- | ---------- | ------- |
|        | 1      | 2.22       | 2.20       | 2.44       | 2.45       | 2.58       | 2.44       | 2.40       | 2.72       | 2.66       | 3.04       | 2.52    |
|        | 2      | 3.86       | 3.76       | 3.77       | 3.65       | 3.90       | 3.88       | 3.69       | 3.86       | 3.38       | 4.20       | 3.80    |
|        | 3      | 4.37       | 4.27       | 4.72       | 4.87       | 5.35       | 5.50       | 4.84       | 5.13       | 5.22       | 5.39       | 4.97    |
|        | 4      | 6.64       | 6.31       | 6.59       | 6.95       | 7.16       | 6.40       | 7.20       | 7.17       | 6.95       | 7.09       | 6.84    |
|        | 5      | 8.00       | 6.81       | 6.71       | 6.82       | 6.56       | 6.24       | 5.40       | 7.01       | 7.14       | 8.11       | 6.88    |
|        | 6      | 7.94       | 7.29       | 7.28       | 7.82       | 7.89       | 6.71       | 7.80       | 7.60       | 7.66       | 8.89       | 7.69    |
|        | 7      | 10.11      | 9.27       | 9.25       | 10.17      | 10.72      | 10.24      | 12.07      | غ/م        | غ/م        | غ/م        | 10.26   |
|        | 8      | 11.76      | 10.29      | 12.02      | 11.80      | 12.48      | 13.61      | غ/م        | غ/م        | غ/م        | غ/م        | 11.99   |

## وصلات خارجية
- الذي مات ربما لم يمت على موقع IMDb (الإنجليزية)
- الذي مات ربما لم يمت على موقع ميتاكريتيك (الإنجليزية)
- الذي مات ربما لم يمت على موقع روتن توميتوز (الإنجليزية)
- الذي مات ربما لم يمت على موقع أول موفي (الإنجليزية)